# Jean-Baptiste Herbin-Dessaux
Pour les articles homonymes, voir Herbin.
Jean-Baptiste Herbin-Dessaux, né le 31 décembre 1765 à Jonval (Ardennes) et mort le 16 octobre 1832 à Balan (Ardennes), est un général français de la Révolution et de l’Empire. 
Simple lieutenant au moment de la Révolution, il s'élève rapidement dans les grades grâce à ses qualités militaires d'une part, et à l'émigration des officiers aristocrates, d'autre part. Il sert dans les armées de la République, dans les Alpes et dans l'Armée d'Italie. Il devient général en 1800 et continue à exercer son commandement en Italie sous le Premier Empire. Mis à la retraite en 1809, il reprend du service en 1812, et participe en 1813 et 1814 à la défense du territoire national.

## Premières prises d'armes
Suivant l'exemple familial, il opte très jeune pour la carrière des armes et entre comme soldat le 21 novembre 1775 dans le régiment du Roi ou Royal-infanterie, le régiment où son père est chef de bataillon. 
Il participe aux campagnes de 1781 et 1782 contre les Anglais, sur les côtes de Bretagne, sous les ordres du marquis de la Rozière. Ces combats sont concomitants à la Guerre d'indépendance américaine. La France, qui soutient les colons américains, affronte les Anglais en différents endroits du globe dont les côtes françaises et les îles de Jersey et Guernesey. Sous-lieutenant le 30 septembre 1781, il devient lieutenant le 11 juin 1787.

## Officier de l'armée d'Italie
Son régiment devient le 23e régiment d'infanterie de ligne. Il est promu capitaine le 30 mars 1792 et prend le commandement d'une compagnie de grenadiers le 1er juin suivant. De 1792 à l'an V, Il est  un des officiers des armées des Alpes et d'Italie. 
Pendant la campagne de 1793, le général en chef lui confie le commandement d'un bataillon de grenadiers. Justifiant cette confiance, le capitaine Herbin se distingue aux combats d'Épierre (en) (commune de Maurienne) les 13 et 15 septembre, ainsi qu'à la reprise du col de la Madeleine. Il contribue aux succès qu'obtient une armée de la République soumise à de rudes conditions : mal habillés, les hommes souffrent du froid. Le 24 floréal an II (13 mai 1794), commandant une colonne à l'attaque du Petit Mont-Cenis, il joue un rôle décisif dans la prise de cette position en s'emparant des premières batteries de l'ennemi et en redirigeant leurs tirs contre lui, portant la confusion dans ses rangs. Sa conduite dans cette journée lui vaut l'estime et les suffrages des généraux présents à l'affaire, d'autant que le même assaut tenté quelques semaines auparavant avait échoué. Le 26 du même mois (15 mai 1794) le capitaine Herbin est nommé adjudant-général chef de brigade par les représentants du peuple en mission à l'armée des Alpes.
Confirmé dans son grade par arrêté du gouvernement du 16 brumaire an III, il est affecté le 25 prairial suivant (13 juin 1795) à l'état-major général de l'armée d'Italie, commandée par le général Schérer. Quelques mois plus tard, Napoléon Bonaparte succède à Schérer. Herbin se fait remarquer par Bonaparte au siège de la citadelle de Milan et aux combats contre les troupes autrichiennes de Wurmser en août 1796 (thermidor an IV), marqués notamment par les batailles de Lonato et de Castiglione. 
Ayant reçu plusieurs coups de fusil, il est toutefois réformé le 28 ventôse an V (18 mars 1797). Il s'est marié quelque temps auparavant avec une jeune femme de la Haute-Savoie (et plus précisément de Viuz-en-Sallaz) dont il aura trois enfants. Mais un arrêté du Directoire exécutif, du 24 germinal suivant le maintient en activité, et le 11 fructidor de la même année, il est employé dans la 8e division militaire. Il passe, le 6 germinal an VI, dans la 7e division, département du Mont-Blanc. 
Le 16 thermidor an VII (3 août 1799), à la tête de ses troupes, il reprend les postes retranchés de Belvéder et de la Tuille, au Petit-Saint-Bernard.

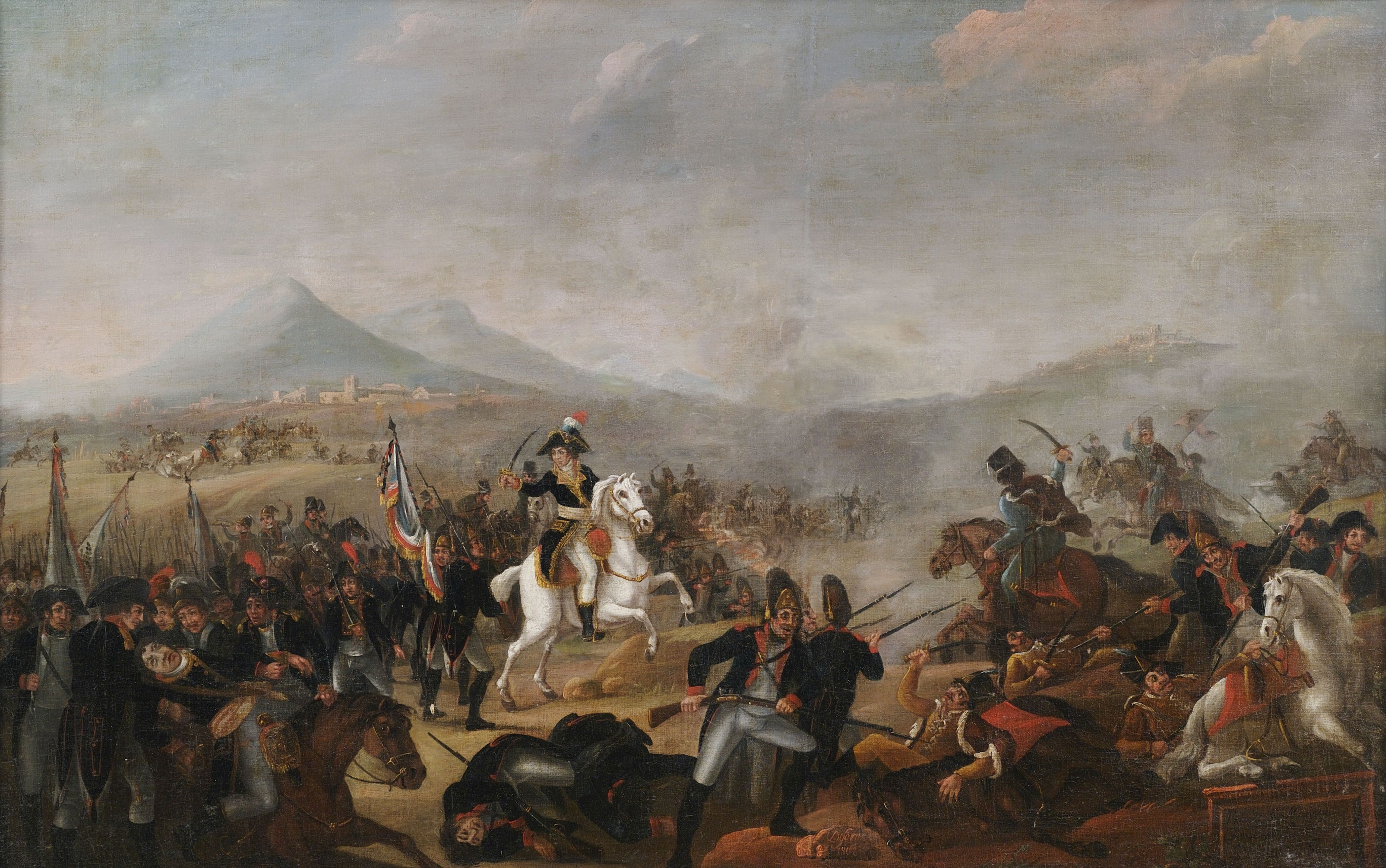
Bataille de Marengo

Nommé général de brigade le 7 germinal an VIII (28 mars 1800), et employé à l'armée de réserve le 14 du même mois, il est mentionné pour sa contribution à la bataille de Marengo. Chargé à nouveau du commandement du Mont-Blanc (7e division militaire) le 7 brumaire an IX, il est fait membre de la Légion d'honneur le 19 frimaire an XII, et commandeur de l'Ordre le 25 prairial suivant (14 juin 1804).

## Général sous le Premier Empire

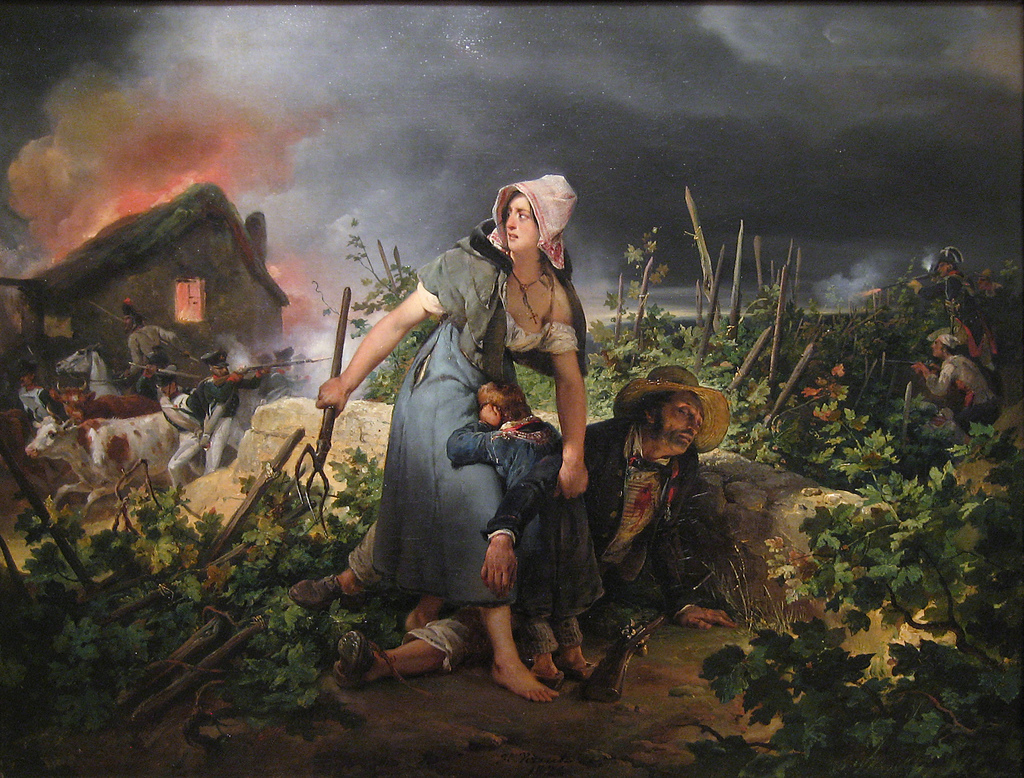
Campagne de France en 1814

En vertu de l'article 99 de l'acte des Constitutions de l'Empire, il est déclaré membre du collège électoral (ou Grand Électeur) du département des Ardennes. Le 13 fructidor an XIII (31 août 1805), il se voit confier à nouveau le commandement d'une brigade dans l'armée d'Italie commandée par le maréchal Masséna. Lui-même est rattaché au général de division Duhesme.
Le 8 brumaire an XIV (30 octobre 1805) les deux régiments d'infanterie de ligne qu'il commande participent à la bataille de Caldiero. Ce combat, ensanglanté  et indécis, se termine finalement par la retraite des Autrichiens. Dès lors l'Archiduc Charles qui commande les troupes autrichiennes en Italie tente de remonter vers le Nord, inquiet de la progression de l'Empereur Napoléon en Allemagne et Autriche, et poursuivi par les troupes françaises de Masséna. 
Le général Herbin ou Herbin-Dessaux  continue de servir à l'armée d'Italie pendant les années 1806, 1807 et 1808. Il est nommé chevalier de la Couronne de Fer le 18 mars 1807, et est autorisé le 21 février 1809 à rentrer dans son foyer pour y attendre le règlement de la pension de retraite qui lui est accordée le 7 avril suivant. Le 22 mars 1812, comme président de la députation du collège électoral du département des Ardennes, il est admis à une audience de l'Empereur.
Rappelé à l'activité le 4 février 1814, comme commandant la levée en masse du département des Ardennes, le général Herbin-Dessaux est investi du commandement de la 2e division militaire le 16 mars suivant. Il s'emploie à former et équiper les troupes réduites dont il peut disposer.

## Derniers combats et départ de l'armée
Après l'abdication de l'Empereur, il se soumet au gouvernement royal.  Il est chargé à nouveau le 23 juin du commandement du département des Ardennes. Nommé chevalier de Saint-Louis par ordonnance royale du 19 juillet, il passe le 4 août, au commandement de la subdivision des arrondissements de Rocroy et de Mézières, et est promu au grade de lieutenant-général le 31 décembre de la même année. Le 26 janvier 1815, s'appuyant de ses services, il adresse une pétition au roi pour obtenir le titre de comte, mais cette demande n'a pas d'effet. Il la renouvelle le 10 février auprès du maréchal duc de Dalmatie Jean-de-Dieu Soult, alors ministre de la guerre, mais sans plus de succès.
En avril il sollicite du prince d'Eckmuhl Davout, ministre de l'Empereur, sa confirmation dans le grade de lieutenant-général. Napoléon Ier le nomme, par décret du 3 mai, commandant supérieur de Mézières. Cependant, il est remplacé dans ces fonctions en juin suivant, mais est confirmé dans le grade de lieutenant-général par décret du 11 du même mois. Entretemps, il est député des Ardennes à la Chambre des représentants, appelée encore Chambre des Cent-Jours, puisqu'elle sera dissoute en juillet 1815, avec la Seconde Restauration.
Admis à la retraite le 1er octobre 1816, le général Herbin-Dessaux se retire à Balan (Ardennes), où il décède le 16 octobre 1832.